# José Serofia Palma
José Serofia Palma (n. Dingle, Provincia de Iloílo, Filipinas, 19 de marzo de 1950) es un arzobispo católico, profesor y teólogo filipino.  Arzobispo Emérito de Cebú desde el 16 de julio de 2025.

## Biografía
Nació el 19 de marzo de 1950 en la ciudad filipina de Dingle, perteneciente a la Provincia de Iloílo.
Estuvo estudiando Filosofía en el Seminario de San Vicente Ferrer en Ciudad de Jaro y Teología en el Seminario Regional de San José de Labangán.
Luego se licenció en Teología Sagrada por la Universidad de Santo Tomás (UST) en Manila.
El 21 de agosto de 1976 fue ordenado sacerdote para la Arquidiócesis de Jaro, por el entonces arzobispo Artemio Gabriel Casas.
Tras su ordenación comenzó a ejercer como sacerdote asistente en la Catedral y Santuario Nacional de Nuestra Señora de la Candelaria y al año siguiente pasó a trabajar como profesor del Seminario de San Vicente Ferrer, en el cual estudió.
Seguidamente marchó a Italia durante una temporada para continuar sus estudios universitarios, logrando en 1987 obtener la titulación de Doctor de Teología Sagrada por la Universidad Pontificia de Santo Tomás de Aquino (Angelicum) de Roma. Allí defendió una tesis titulada "Muerte como acto: un diálogo en escatología con teólogos contemporáneos".
Cuando regresó a Filipinas se convirtió en Rector del Seminario de San Vicente Ferrer, luego del Seminario Mayor de la Provincia Metropolitana de Jaro y por último del Seminario Regional de San José. Al mismo tiempo también ocupó diversos cargos en varias comisiones diocesanas. 
En 1997 fue designado como párroco de la Iglesia de San Antonio de Padua en Barotac Nuevo. 
El 28 de noviembre de 1997 ascendió al episcopado cuando el Papa Juan Pablo II le nombró Obispo Auxiliar de la Arquidiócesis de Cebú y Obispo Titular de la antigua sede eclesiástica de Vazari-Didda.
Recibió la consagración episcopal el 13 de enero de 1998, a manos del entonces Nuncio Apostólico en el país, Gian Vincenzo Moreni en calidad de consagrante principal. Como co-consagrantes tuvo al entonces Arzobispo de Jaro, Alberto Jover Piamonte y al entonces Arzobispo de Dávao, Fernando Capalla.
Exactamente un año después, el 13 de enero de 1999 fue nombrado Obispo de la Diócesis de Calbayog, en sucesión de Maximiano Tuazon Cruz.
Luego el 18 de marzo de 2006, el Papa Benedicto XVI le nombró Arzobispo Metropolitano de la Arquidiócesis de Palo, sucediendo a Pedro Rosales Dean.
Tomó posesión oficial de esta sede el 2 de mayo.
Posteriormente el 15 de octubre de 2010 fue nombrado como nuevo Arzobispo Metropolitano de Cebú, en sucesión del cardenal Ricardo Vidal.
Tomó posesión oficial el 13 de enero de 2011 durante una ceremonia especial de bienvenida que tuvo lugar en la Catedral metropolitana de Cebú.
Al mismo tiempo desde el 1 de diciembre de 2011 hasta el 1 de diciembre de 2013 ha sido Presidente de la Conferencia de Obispos Católicos de Filipinas.
El 27 de agosto de 2019 fue nombrado miembro del Pontificio Consejo de la Cultura ad quinquennium.
El 18 de febrero de 2023 fue nombrado miembro del Dicasterio para la Cultura y la Educación.
El 16 de julio de 2025 en la memoria de la Virgen del Carmen, el papa León XIV, aceptó su renuncia como Arzobispo de Cebú debido a su edad, dado en el Derecho canónico, por el cual ese mismo día, fue elegido como su sucesor Alberto Uy, Obispo de Tagbilaran